# Vol Kalitta Air 207
Le 25 mai 2008, un Boeing 747-209F cargo assurant le vol Kalitta Air 207, devant relier l'aéroport international de New York - John-F.-Kennedy à l'aéroport international de Bahreïn, avec une escale à l'aéroport de Bruxelles-National, est victime d'une violente sortie de piste lors du décollage. Les quatre membres d'équipage et l'unique passager s'en sortent avec des blessures mineures.

## Contexte

### Avion

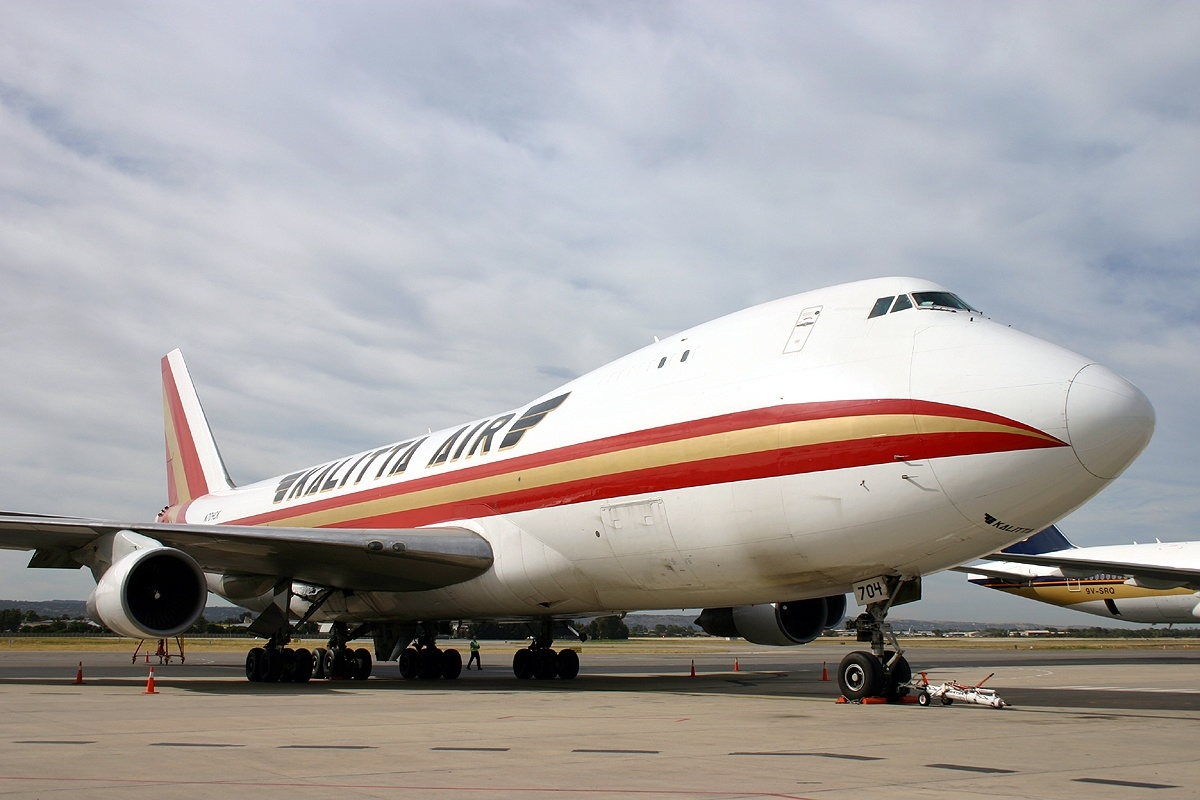
Le Boeing 747 impliqué dans l'accident, ici à l'aéroport international d'Adélaïde en janvier 2005.

L'appareil impliqué était un Boeing 747-209F, âgé de 27 ans et immatriculé N704CK. Il a été construit en juillet 1980 pour China Airlines, avec comme immatriculation B-1894. Il a ensuite été réimmatriculé B-18752, opérant pour la même compagnie aérienne jusqu'à la fin août 2003. Il a été racheté par Kalitta Air en septembre de la même année et immatriculé N704CK.
Cet avion gros-porteur cumulé 108 560 heures de vol et 20 599 cycles (décollages/atterrissages) au moment de l'accident. Il était équipé de quatre moteurs Pratt & Whitney JT9D-7Q, avec les numéros de série (du moteur le plus à gauche au moteur le plus à droite) 702399, 702394, 702119 et 702082. Le moteur n°3 a été signalé comme ayant subi un incendie en avril 2008. Le moteur a ensuite été remplacé et les dommages subis par l'avion ont été réparés.

### Équipage
Il y avait 4 membres d'équipage et 1 passager présents à bord. Le commandant de bord avait 59 ans et était qualifié, en tant que commandant de bord, sur les Boeing 747, Boeing 757 et Boeing 767, ainsi que sur le Douglas DC-8. Il avait cumulé 15 000 heures de vol au cours de sa carrière, dont 3 000 heures sur Boeing 747.
Le copilote avait 48 ans et était qualifié, en tant que copilote, sur le Boeing 747, le Gulfstream G500, le Bombardier CRJ et le Saab 340. Il totalisé 7 000 heures de vol, dont 200 heures sur Boeing 747.
Le mécanicien navigant avait 53 ans et était également considéré comme un mécanicien navigant qualifié. Il avait cumulé 7 000 heures de vol au cours de sa carrière, dont 1 950 heures sur Boeing 747.

## Accident
À 11h06, le vol 207, qui transporte alors près de 76 tonnes de fret (dont plus de la moitié de courrier diplomatique américain), a demandé le repoussage. Il a demandé l'autorisation de roulage à 11h13.
Le contrôleur a demandé à l'équipage de rouler jusqu'à la piste A7 et d'attendre à l'écart de la piste 25R. On lui a ensuite demandé de contacter le contrôleur de la tour. L'équipage a choisi de ne pas utiliser la piste 25R et a plutôt demandé de rouler jusqu'à la piste 20, car cette piste était utilisée pour les décollages, tandis que la 25R était utilisée en priorité pour les atterrissages. On lui a demandé de s'aligner derrière un autre 747 de Korean Air et d'attendre l'autorisation de décoller.
À 11h29, il a été autorisé à décoller de la piste 20. Vers 11h30, l'équipage a entendu une forte détonation, suivie d'une explosion sur le moteur n°3 (moteur intérieur droit). Ils ont alors décidé d'annuler le décollage, en engageant les inverseurs de poussée et en mettant la puissance du moteur au ralenti. Les inverseurs de poussée ne se sont pas enclenchés et, comme ils avaient dépassé de 12 nœuds la vitesse de décollage, ou V1, qui était de 138 nœuds (255 km/h), ils n'ont pas pu s'arrêter à temps et ont dépassé la fin de la piste.
Un témoin au sol a déclaré plus tard avoir entendu un « léger coup » et avoir remarqué un avion qui fonçait vers lui, après quoi il a immédiatement couru se mettre à l'abri.

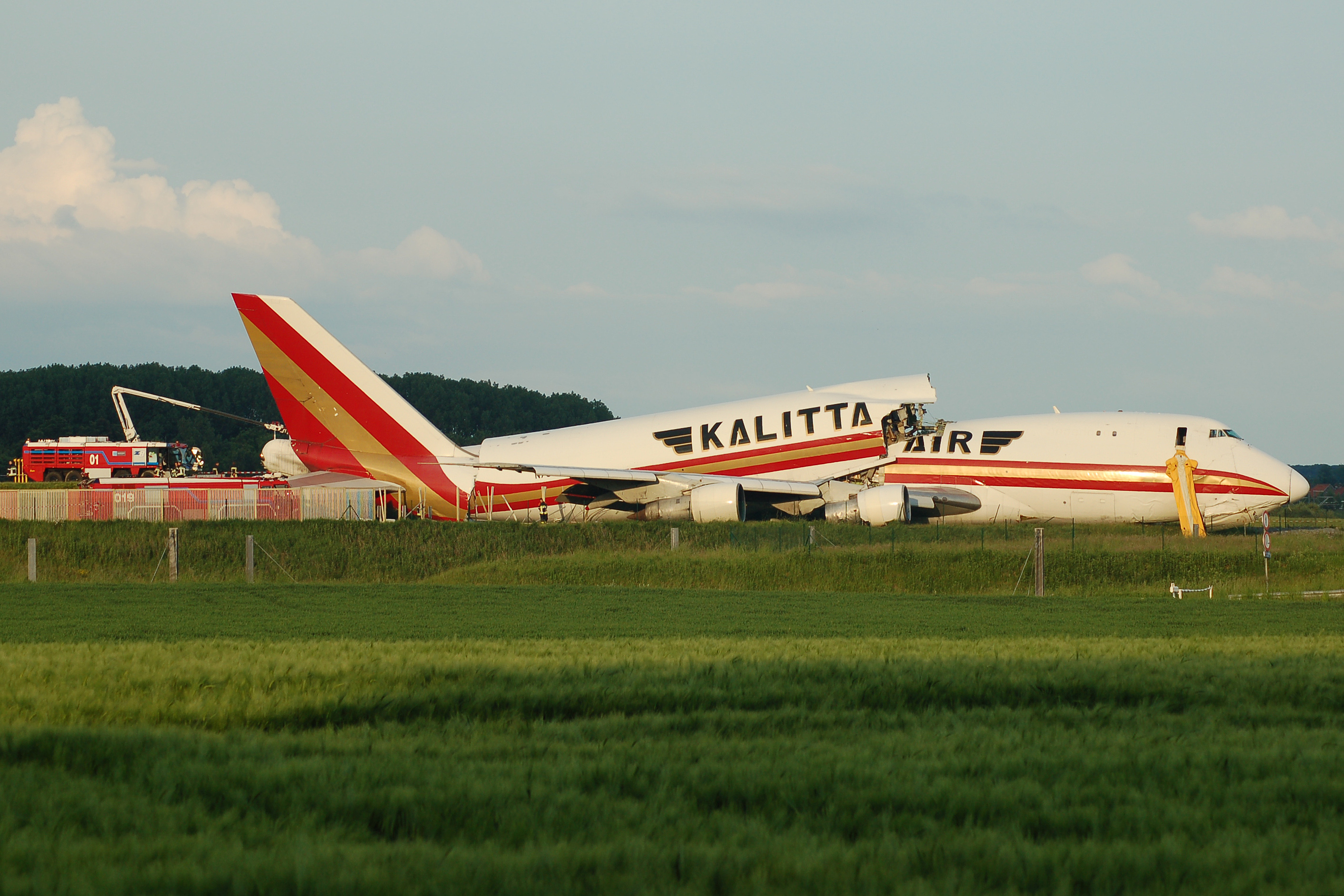
Photo de l'épave du 747 accidenté, après la sortie de piste du vol 207.

Le vol 207 s'est arrêté à 980 pieds (300 m) de l'extrémité de la piste 20, et à 330 pieds (100 m) avant un talus surplombant la ligne ferroviaire 36, située juste devant. Le 747 s'est brisé en trois morceaux principaux : le cockpit, le fuselage et la queue.
La tour de contrôle a immédiatement appelé les camions de pompiers pour arriver sur les lieux. Les pompiers ont aspergé les ailes de l'appareil avec du retardateur de flamme alors que les réservoirs de l'avion était encore rempli d'une grande quantité de carburant ; l'avion n'a cependant pas pris feu après l'accident.

## Enquête
Les enquêteurs de la Direction générale du Transport aérien du Service public fédéral Mobilité et Transports sont arrivés rapidement sur le lieu du crash. À la suite de cet accident, la carcasse de l'avion fait l'objet d'une surveillance permanente par des militaires américains, jusqu'à son déblayage à la mi-juin 2008.
Il a été déterminé que des traces de sang provenant d'un faucon crécerelle se trouvaient à l'intérieur du moteur n°3, indiquant qu'un de ces oiseaux a été ingéré par le réacteur du 747 lors de la course au décollage, provoquant une perte rapide de puissance et une panne moteur, accompagnées d'une forte détonation. L'équipage s'en est rendu compte et a immédiatement pris des mesures pour ralentir l'avion.
L'aire de sécurité d'extrémité de piste (en) (RESA), qui correspond à la partie de la piste qui aide l'avion à s'arrêter à temps, de la piste 20 répondait aux exigences de l'Organisation de l'aviation civile internationale (OACI) en termes de longueur et de largeur, soit 300 pieds (90 m) chacune. Cependant, l'OACI a recommandé une longueur de la RESA de 790 pieds (240 m) ; la piste 20 ne pouvait pas suivre cette recommandation, car il y avait une voie ferrée devant la piste et une route à l'autre extrémité.
L'impact avec l'oiseau a également empêché l'activation des inverseurs de poussée, ce qui n'a pas permis à l'équipage de ralentir suffisamment l'avion. La collision aviaire, le dysfonctionnement des inverseurs de poussée et le manque de conscience de la situation par les pilotes ont contribué à la sortie de piste et à l'accident.